# M八七
「M八七」（エムはちじゅうなな）は、日本のシンガーソングライター・米津玄師の12枚目のCDシングル。2022年5月18日、Sony Music Labelsからグッズ付きの「ウルトラ盤」、DVD付きの「映像盤」、CDのみの「通常盤」の3形態で発売された。2022年7月10日には、自身初のアナログ盤で発売されている。表題曲「M八七」は、映画『シン・ウルトラマン』の主題歌に起用されている。

## 背景とリリース
前作『Pale Blue』より11か月ぶりのCDシングル。
表題曲は5月13日に公開された映画『シン・ウルトラマン』の主題歌として書き下ろされることが4月8日に発表され、同時に水谷太郎が撮影した米津の“シン・アーティスト写真”も公開された。
シングルはウルトラ盤、映像盤、通常盤にアナログ盤を加えた4形態でリリースされる。ウルトラ盤はリフレクターケースにレーザーカプセルを同梱した特殊仕様となっており、映像盤は「POP SONG」、「Pale Blue」、「死神」のミュージックビデオなどを収録したDVDが付属する。通常盤は初回限定で紙ジャケット仕様となった。また、初回特典として「米津玄師 2022 TOUR / 変身」チケット最速応募シリアルナンバー、法人特典として「M八七 ミラーステッカー」が付属する。
| 形態       | 規格                | 規格品番     |
| ---------- | ------------------- | ------------ |
| ウルトラ盤 | CD+レーザーカプセル | SECL-2758~9  |
| 映像盤     | CD+DVD              | SECL-2760~61 |
| 通常盤     | CD                  | SECL-2762    |
| アナログ盤 | 12インチレコード    | SEJL-59      |

本作品のタイトルについて、米津は「『（初代ウルトラマンの出身地とされる）M78』にしたい」と述べていたが、庵野秀明が「現実のM87の方が設定的に魅力」「（ウルトラマンにおいて）本来の台本はM87だったのが台本印刷時にM七八になったというエピソードを汲んで」等の理由から「『M八七』で如何でしょうか」と米津に返し、それを米津が快諾して決定した、という経緯がある。
『米津玄師 2022 TOUR / 変身』でライブ初披露され、「POP SONG」は全公演1曲目、「M八七」は全公演アンコールの最後に披露され、「ETA」はエンドクレジットで使用された。

## 収録内容
| 全作詞・作曲: 米津玄師。 |              |           |            |                    |      |
| #                        | タイトル     | 作詞      | 作曲・編曲 | 編曲               | 時間 |
| 1.                       | 「M八七」    | 米津玄師  | 米津玄師   | 米津玄師、坂東祐大 | 4:23 |
| 2.                       | 「POP SONG」 | 米津玄師  | 米津玄師   | 米津玄師、坂東祐大 | 3:19 |
| 3.                       | 「ETA」      | 米津玄師  | 米津玄師   | 米津玄師           | 4:47 |
| 合計時間:                | 合計時間:    | 合計時間: | 12:30      |                    |      |

| #  | タイトル                                 | 作詞 | 作曲・編曲 |
| -- | ---------------------------------------- | ---- | ---------- |
| 1. | 「POP SONG Music Video」                 |      |            |
| 2. | 「POP SONG Music Video（Sound Effect）」 |      |            |
| 3. | 「POP SONG 8bit Teaser」                 |      |            |
| 4. | 「Pale Blue Music Video」                |      |            |
| 5. | 「死神 Music Video」                     |      |            |

## チャート成績

### 認定と売上
|                                                       | 認定（RIAJ） | 売上/再生回数 |
| ----------------------------------------------------- | ------------ | ------------- |
| フィジカルCD                                          | プラチナ     | 300,000       |
| 「M八七」                                             |              |               |
| ダウンロード                                          | ゴールド     | 100,000       |
| ストリーミング                                        | プラチナ     | 100,000,000   |
| ＾認定に基づく出荷枚数 *認定のみに基づく売上/再生回数 |              |               |

## タイアップ
M八七
映画『シン・ウルトラマン』主題歌
POP SONG
PlayStationCMソング